# Roland de Vaux
Fra Roland Guérin de Vaux O.P. (París, 17 de desembre de 1903 – Jerusalem, 10 de setembre de 1971) va ser un frare dominic, historiador i arqueòleg francès
El 1929 va ser ordenar sacerdot a París i tot seguit ingressà a l'Orde dels Predicadors. Des del 1934 fins a la seva mort, va estar destinat a Palestina. Va estudiar a l’École Biblique francesa de Jerusalem, per a esdevenir-hi aviat professor de diverses matèries, especialment d'història i d'exègesi bíbliques. En va ser el director des de 1945 fins a 1965.
Des de 1951 va treballar en les excavacions a Qumran, i les seves troballes van animar molts arquèolegs de tot el món a dirigir-s'hi. El 1959 va oferir diverses conferències a l'Acadèmia Britànica sobre la qüestió, en les quals va presentar les seves tesis sobre les successives ocupacions d'aquell territori, des de l'edat del ferro fins a l'ocupació romana. Va causar sensació la seva teoria que Qunram havia estat el recer de la secta jueva dels essenis, una mena de protocristians citats per l'historiador clàssic Flavi Josep.
Va col·laborar estretament amb Kathleen Kenyon en les excavacions de la ciutadella de David de Jerusalem els anys 1961 a 1963. Li ncomanaren la direcció dels dos primers volums de la Història Antiga de Cambridge.
Tot i no ser epigrafista ni paleògraf, des de 1965 fins a la seva mort va ser l'editor dels anomenats "Rotlles de la mar Morta", i també va ser el director dels cinc primers volums dels "Descobriments en el Desert de Judea". Tanmateix, mai no va voler publicar conclusions definitives sobre les descobertes de Qumran, per bé que deixà moltes notes que van ser sintetitzades en un únic volum publicat el 2003.
Les teories sobre Qumran i la mateixa solvència de De Vaux com a historiador avui dia han estat durament qüestionades.